# カスティリオーネ・デル・ジェノヴェージ
カスティリオーネ・デル・ジェノヴェージ（伊: Castiglione del Genovesi）は、イタリア共和国カンパニア州サレルノ県にある、人口約1,400人の基礎自治体（コムーネ）。

## 地理

### 位置・広がり

#### 隣接コムーネ
隣接するコムーネは以下の通り。
- バロニッシ
- フィシャーノ
- ジッフォーニ・セーイ・カザーリ
- サレルノ
- サン・チプリアーノ・ピチェンティーノ
- サン・マンゴ・ピエモンテ